# 광교호수공원

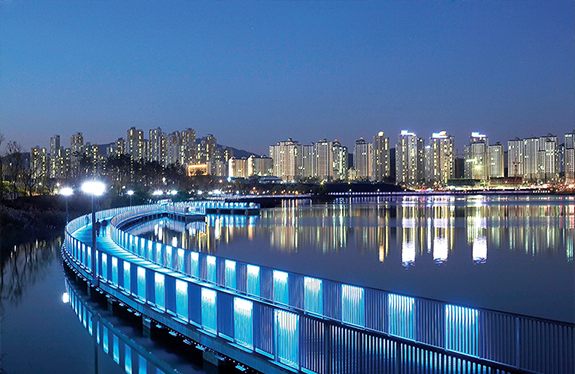
광교호수공원

광교호수공원(光敎湖水公園)은 경기도 수원시 영통구 하동 일대에 위치한 공원이다. 매년 300 만명 이상이 방문한다. 농업을 위해 만들어둔 원천호수와 신대호수를 광교신도시 개발에 맞추어 공원으로 정비했다.

## 원천유원지
광교호수공원으로 정비되기 이전에는 수원시에 위치한 유일한 유원지로서 "원천유원지"라는 이름을 사용하였다.

## 갤러리

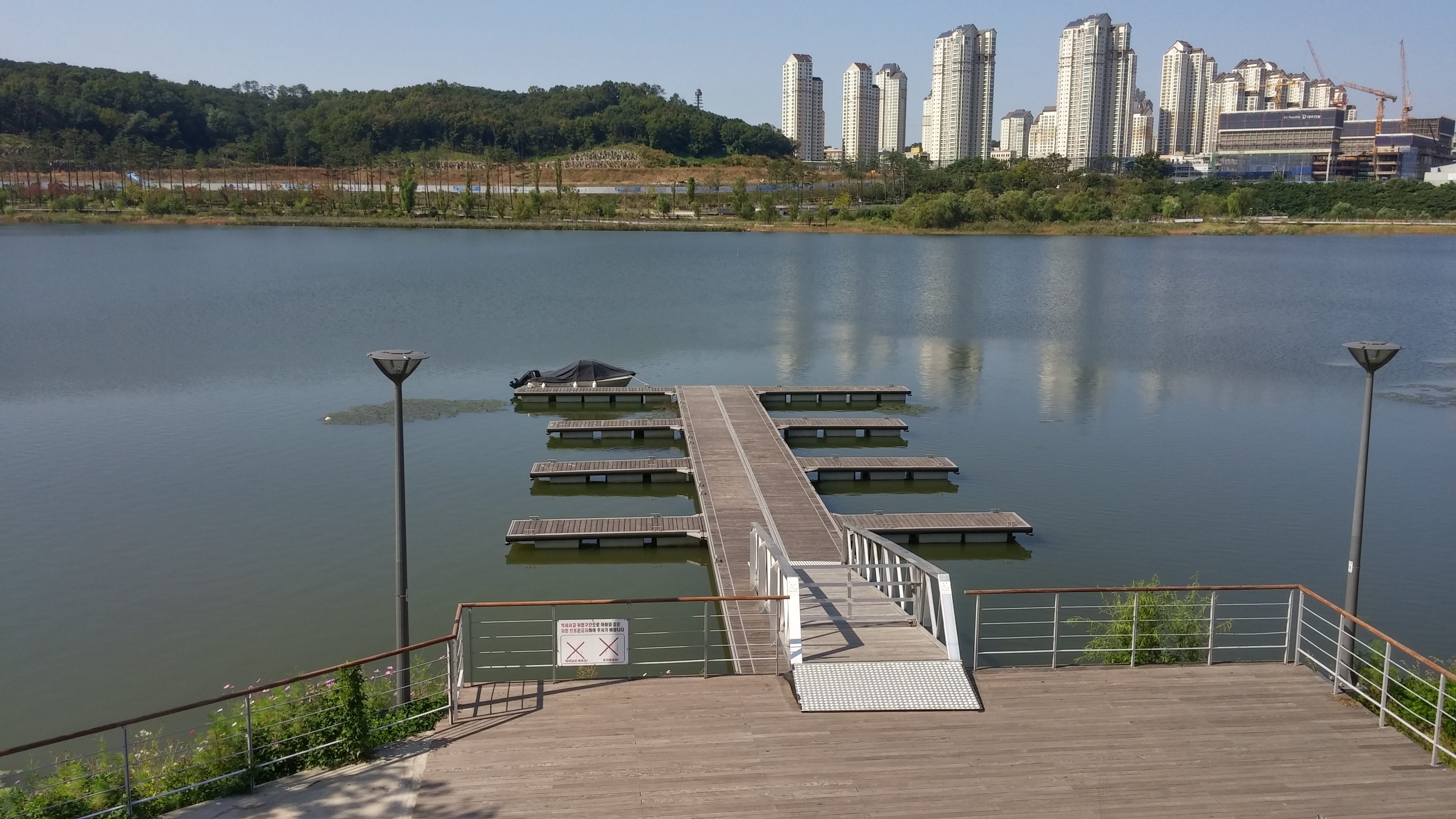